# كأس بلجيكا 2007–08
كأس بلجيكا 2007–08 (بالفرنسية: Coupe de Belgique de football 2007-2008)‏ هو الموسم 54 من كأس بلجيكا. أشرف على تنظيمه الاتحاد الملكي البلجيكي لكرة القدم، وفاز فيه نادي رويال أندرلخت.